# Airbus CC-150 Polaris
Airbus CC-150 Polaris является военным самолётом на базе гражданского самолёта Airbus A310-300, переоборудованного для использования преимущественно в качестве дальнемагистрального транспортного самолёта ВВС Канады.

## История
В 1997 году Airbus CC-150 заменил Boeing CC-137 (военный вариант Boeing 707). Первоначально пять переоборудованных самолётов были куплены авиакомпанией Wardair, а затем после слияния с Canadian Airlines в 1989 г. перешли к последней. Затем они были выкуплены ВВС Канады. Контракт предусматривал обслуживание самолётов. После покупки Canadian Airlines в 2000 г. Air Canada получила контракт на обслуживание и после реструктуризации поручила обслуживание CC-150 дочерней компании Air Canada Technical Services (ACTS), а затем компании Aveos Fleet Performance. После банкротства последней в 2012 г. правительство Канады заключило временный контракт на обслуживание самолётов с компанией L-3 Communications и объявила тендер на заключение долгосрочного контракта.

## Заправщик
Два из пяти CC-150 были переоборудованы для дозаправки истребителей CF-18, которая стала невозможной после снятия с вооружения заправщиков CC-137, и получили обозначение CC-150T. Переоборудование самолётов является частью программы MRTT (Multi Role Tanker Transport — «многоцелевой заправщик»), начатой по инициативе Luftwaffe и ставшей выгодным вариантом для канадских вооружённых сил.
Канадская армия использовала переоборудованные Lockheed C-130 Hercules (имеющие в ВВС Канады обозначение CC-130H(T)) для обучения пилотов CF-18, однако затем вынуждены были отказаться от такого варианта и полностью положиться на союзников по НАТО в вопросах обеспечения дозаправки в воздухе. Осуществление программы CC-150 MRTT позволило Канаде получить собственные средства дозаправке на случай участия в боевых действиях.
Первый переоборудованный CC-150T закончил приёмочные испытания в мае 2008 года.

## Эксплуатация
Четыре из пяти самолётов были переоборудованы в вариант Combi-Freighter («комбинированный транспортный самолёт») с усиленным полом и боковой погрузочной дверью. Пятый был переделан в VIP-самолёт для правительственных чиновников. Канадские ВВС классифицируют Polaris как стратегический военно-транспортный самолёт. Он способен перевозить грузы и людей на большие расстояния, однако не может садиться на грунтовых аэродромах, что является обычным требованиям к военно-транспортным самолётам. В таких случаях Канадские ВВС используют другие самолёты, такие как C-17 Globemaster.
Все пять CC-150 состоят на вооружении 437-й эскадрильи на базе Канадских ВВС Трентон.
В 2011 году два заправщика CC-150T были задействованы в ходе боевых действий в Ливии.

## Варианты
CC-150
1 VIP-самолёт
2 военно-транспортных самолёта
CC-150T
2 заправщика/военно-транспортных самолёта

## Эксплуатанты
Канада
- Королевские военно-воздушные силы Канады

## Технические характеристики
Источник данных: Royal Canadian Air Force

Технические характеристики
- Экипаж: 2 пилота
- Пассажировместимость: 194 (64 в VIP-конфигурации)
- Грузоподъёмность: 32000 кг
- Длина: 46,66 м
- Размах крыла: 43,9 м
- Высота: 15,8 м
- Масса пустого: 80000 кг
- Максимальная взлётная масса: 157000 кг
- Силовая установка: 2 × ТВРД General Electric CF6-80C2A2
- Тяга: 2 × 263 кН

Лётные характеристики
- Максимальная скорость: 1029 км / ч
- Крейсерская скорость: 990 км / ч
- Практическая дальность: 9600 км
- Практический потолок: 12497 м